# Q-Dance
Q-Dance – holenderska agencja rozrywkowa założona w 1999 r., a także studio nagraniowe i wytwórnia płytowa. Organizacja Q-Dance jest znana w całej Europie, a ostatnio także w krajach pozaeuropejskich, takich jak Australia. Imprezy organizowane przez Q-Dance skupiają się na cięższych rodzajach muzyki, głównie Hardstyle. Agencja ta posiada kapitał który został uzyskany głównie poprzez organizację wydarzeń.

## Główne wydarzenia Q-Dance
- Qlimax
- Defqon.1
- Tomorrowland
- Defqon 1 Australia
- Defqon 1 Chile
- In Qontrol (wycofano)
- Q-Base
- Dominator
- X-Qlusive
- Houseqlassics
- Qountdown, zastąpiono Freaqshow, zastąpiono od 2018 przez Wow Wow
- The Qontinent
- Qlubtempo (wycofano)
- Qore 3.0
- Qapital (początek 2013 r.)
- Iqon (2013r.)

## Wytwórnia płytowa
Q-Dance posiada własne studia nagraniowe i wytwórnię płytową. Płyty przez nich wydawane są oznaczane w zależności od gatunku muzyki (przykładowo: pomarańczowy – Hardstyle, zielony – Techno.)